# Tragia jonesii
Tragia jonesii är en törelväxtart som beskrevs av Radcl.-sm. och Rafaël Herman Anna Govaerts. Tragia jonesii ingår i släktet Tragia och familjen törelväxter. Inga underarter finns listade i Catalogue of Life.